# Bohdalín
Bohdalín település Csehországban, a Pelhřimovi járásban. Bohdalín Těmice, Vlčetínec, Mnich, Včelnička és Černovice településekkel határos. Lakosainak száma 188 fő (2024. január 1.).

## Népesség
A település lakosságának változását az alábbi diagram mutatja:
| Lakosok száma | 457  | 482  | 514  | 311  | 279  | 228  | 174  | 170  | 170  | 188  |
|               | 1869 | 1890 | 1921 | 1950 | 1980 | 2001 | 2017 | 2019 | 2022 | 2024 |